# 御園雅也
御園 雅也（みその まさや、1965年6月20日 - ）は、株式会社エヌ・エス・エル所属の選曲家・作曲家・編曲家・音楽プロデューサー。

## 来歴
東京都北区出身。幼少よりピアノを始め中学よりギターを始める。玉川大学工学部経営工学科を中退後、PAN School Of Music で作曲編曲を学ぶ。
1988年、エヌ・エス・エルに入社、様々なジャンルのテレビドラマを中心に選曲及び作編曲、音楽プロデュースを行う。
2010年、音楽出版社、エントデックミュージック設立。専務取締役として音楽制作や出版関連の事業に携わる。同時にiPhone & iPadアプリケーション開発も手がけ、2010年8月に時計アプリ「ENTDECLOCK」リリース。
愛用しているDAWのLogic Proは古くからのユーザーで、ビエナストリングスやソフトシンセを使った空間処理で音を紡ぐことを得意としている。作曲のみならず、選曲として参加しているドラマなどでも、必要ならば曲をつなぐブリッジ部分を作曲して付け加えたり、既存の曲をシーンに合うようにリアレンジしたりと、映画やテレビのサントラ分野では音楽プロデューサーや作曲家（又は編曲家）と選曲家の中間的な役割を担うことが多い。またMac Plusを始めとしてMacの古くからのユーザーである。

## 担当番組

### 連続ドラマ・選曲
- ゴメンドーかけます（1989年、フジテレビ）
- クリスマス・イブ（1990年、TBS）
- 101回目のプロポーズ（1991年、フジテレビ）
- もう誰も愛さない（AVEC製作、フジテレビ）
- 東京エレベーターガール（1992年、TBS）
- おとなの選択（1992年、TBS）
- 愛はどうだ（1992年、TBS）
- ホームワーク（1992年、TBS）
- 高校教師（1993年、TBS）
- 湯けむり女子大生騒動（1994年、ABC）
- 人間・失格〜たとえばぼくが死んだら（1994年、TBS）
- アリよさらば（1994年、TBS）
- 新婚なり!（1995年、TBS）
- 未成年（1995年、TBS）
- 若葉のころ（1996年、TBS）
- 恋のためらい（1997年、TBS）
- 聖者の行進（1998年、TBS）
- 青の時代（1998年、TBS）
- PU-PU-PU-（1998年、TBS）
- to Heart 〜恋して死にたい〜（1999年、TBS）
- チープ・ラブ（1999年、TBS）
- 美しい人（1999年、TBS）
- 恋の神様（2000年、TBS）
- Summer Snow（2000年、TBS）
- 教習所物語（2000年、TBS）
- ストロベリー・オンザ・ショートケーキ（2001年、TBS）
- 高校教師（2003年、TBS）
- あいくるしい（2005年、TBS）
- セカンド・チャンス（1995年、TBS）
- Dear ウーマン（1996年、TBS）
- 友達の恋人（1997年、TBS）
- イヴ（1997年、フジテレビ）
- ママチャリ刑事（1999年、TBS）
- 誘惑（TBS）
- あしたがあるから （TBS）
- おとなの選択 （TBS）
- 愛はどうだ （TBS）
- 徹底的に愛は… （TBS）
- いつも心に太陽を （TBS）
- 硝子のかけらたち （TBS）
- 金のたまご （TBS）
- めぐり逢い （TBS）
- ランデヴー （TBS）
- 週末婚 （TBS）
- QUIZ （TBS）
- 世界で一番熱い夏 （TBS）
- 夢のカリフォルニア （TBS）
- ママの遺伝子 （TBS）
- ブラックジャックによろしく （TBS）
- ホームドラマ! （TBS）
- 花より男子 （TBS）
- 夜王 （TBS）
- クロサギ （TBS）
- 花より男子2（リターンズ） （TBS）
- 冠婚葬祭部長（TBS）
- 輝け隣太郎（TBS）
- メロディ（TBS）
- オトナの男（TBS）
- まかせてダーリン（TBS）
- 白い影（TBS）
- ガッコの先生（TBS）
- 太陽の季節（TBS）
- 元カレ（TBS）
- 砂の器（TBS）
- 逃亡者 RUNAWAY（TBS）
- いま、会いにゆきます（TBS）
- おいしいプロポーズ（TBS）
- ブラザー☆ビート（TBS）
- 花嫁は厄年ッ!（TBS）
- ガチバカ! （TBS）
- 高原へいらっしゃい （TBS）
- 新しい風（TBS）
- バツ彼（TBS）
- 女系家族（TBS）
- 嫌われ松子の一生（TBS）
- 華麗なる一族（TBS）
- 冗談じゃない!（TBS）
- 山田太郎ものがたり（TBS）
- 肩ごしの恋人（TBS）
- 有閑倶楽部（日本テレビ）
- 猟奇的な彼女（TBS）
- 魔王（TBS）
- スマイル（TBS）
- ぼくの妹（TBS）
- 華麗なるスパイ（日本テレビ）
- ヤマトナデシコ七変化（TBS）
- 獣医ドリトル（TBS）
- 最高の人生の終り方〜エンディングプランナー〜（TBS）
- 運命の人（TBS）
- パパドル!（TBS）
- イロドリヒムラ（TBS）
- 潜入探偵トカゲ（TBS）
- 半沢直樹（TBS）
- ルーズヴェルト・ゲーム（TBS）
- ホワイト・ラボ〜警視庁特別科学捜査班〜（TBS）
- セーラーゾンビ（テレビ東京）
- 同窓生〜人は、三度、恋をする〜（TBS）
- おやじの背中（TBS）
- 流星ワゴン（TBS）
- ウロボロス〜この愛こそ、正義。（TBS）
- アルジャーノンに花束を（2015年版）（TBS）
- 表参道高校合唱部!（TBS）
- コウノドリ（TBS）
- 下町ロケット（TBS）
- 悪党たちは千里を走る（TBS）
- 警視庁ゼロ係〜生活安全課なんでも相談室〜（テレビ東京）
- 小さな巨人（TBS）
- フランケンシュタインの恋（日本テレビ）
- 陸王（TBS）
- ホリデイラブ（テレビ朝日）
- 花のち晴れ〜花男 Next Season〜（TBS）
- ブラックペアン（TBS）
- グランメゾン東京（TBS）
- ドラゴン桜（TBS）

### 映画
- 高校教師
- 映画 クロサギ
- 死にぞこないの青
- 花より男子ファイナル
- 女の子ものがたり
- 雷桜
- 人生、いろどり

### 単発ドラマ・選曲
- 春の門〜筑豊篇（TBS）
- 日韓共同制作ドラマ・フレンズ（TBS）
- 少しは、恩返しができたかな（TBS）
- 夜王スペシャル（TBS、2005年）
- 恋愛内科25時（TBS、2005年）
- 獄窓記（TBS）
- 対岸の彼女（WOWOW、2006年）
- マラソン（TBS）
- ひまわり〜夏目雅子27年の生涯と母の愛〜（TBS）
- そうか、もう君はいないのか（TBS）
- 99年の愛〜JAPANESE AMERICANS〜（TBS、2010年）
- 松本清張特別企画・鉢植を買う女（テレビ東京、2011年）
- LEADERS リーダーズ（TBS、2014年）

### 作曲
- 一攫千金夢家族（TBS）
- かまいたちの夜（TBS）
- 俺は鰯（WOWOW、2003年）
- 記憶の海（TBS）
- 遠い日のゆくえ（WOWOW、2011年）